# Òrbites de satèl·lits artificials
La majoria de satèl·lits artificials al voltant de la Terra es troben concentrats en un nombre limitat de tipus d'òrbites de satèl·lits artificials. Això és així, ja que cadascun d'aquests tipus d'òrbita presenta un conjunt de característiques particulars que el fa útil per a acomplir un cert tipus de missió. En general, no s'acostuma a referir-se a l'òrbita d'un satèl·lit artificial amb els elements orbitals que la defineixen precisament, sinó només amb el tipus d'òrbita, ja que això és suficient per a donar una idea dels problemes i avantatges que l'òrbita imposa i ofereix al satèl·lit.
Existeixen tres grans categories definides per l'alçada de l'òrbita sobre la superfície terrestre:
- Òrbita terrestre baixa: Entre 200 i 2.000 km d'alçada. Utilitzada per la majoria de satèl·lits d'observació i també per l'Estació Espacial Internacional, el telescopi espacial Hubble i els transbordadors espacials. Uns casos especials d'aquest tipus d'òrbita són:
  - Òrbita polar: La seva inclinació és propera als 90° i, per tant, passa a prop dels pols en cada revolució.
  - Òrbita polar heliosíncrona: Tipus d'òrbita que manté sempre la mateixa orientació respecte a l'eix Sol-Terra.
  - Òrbita d'estacionament: Òrbita baixa en què se situen satèl·lits en espera de ser traslladats a una altra òrbita.
- Òrbita terrestre mitjana: entre 2.000 i 35.786 km d'alçada. Actualment utilitzada pels sistemes de navegació global (com el GPS o el Galileo)
- Òrbita geosíncrona: a 35.786 km d'alçada. Aquest tipus d'òrbita té la particularitat que el seu període és igual al període de rotació de la Terra. En concret la més usada és:
  - Òrbita geoestacionària: La seva inclinació i excentricitat són igual a zero. Utilitzada per satèl·lits meteorològics i de comunicacions que necessiten estar sempre sobre el mateix punt de la superfície.

A més també és habitual utilitzar les anomenades
- Òrbites de Hohmann o de transferència: Òrbita el·líptica que serveix per passar d'una òrbita circular a una altra amb una despesa energètica mínima.

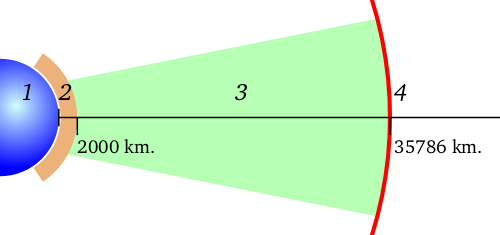
Diagrama de les diferents regions d'altura que defineixen el tipus d'òrbita:
1: La terra
2: Zona d'òrbites baixes
3: Zona d'òrbites mitjanes
4: Òrbita geoestacionària